# 2003年美國電影學會獎
2003年美國電影學會獎（英語：American Film Institute Awards 2003）為表彰2003年年度最佳前10大電影與電視劇。

## 10大電影
- 《美国荣耀（英语：American Splendor (film)）》
- 《海底總動員》
- 《人性污點》
- 《前進天堂（英语：In America (film)）》
- 《最後武士》
- 《指環王：王者歸來》
- 《迷失東京》
- 《怒海爭鋒：極地征伐》
- 《女魔頭》

## 10大影集
- 《24》
- 《特務A》
- 《天使在美國》
- 《發展受阻》
- 《人人都愛雷蒙德》
- 《天國的女兒（英语：Joan of Arcadia）》
- 《整容室》
- 《球員推手（英语：Playmakers）》
- 《士兵的女孩（英语：Soldier's Girl）》
- 《火線重案組》

## 外部連結
- 官方网站（英文）